# Henrique III de Baden-Hachberg
Henrique III de Baden-Hachberg (em alemão:  Heinrich III. von Baden-Hachberg; † 1330) foi um nobre alemão pertencente à Casa de Zähringen, que foi Marquês de Baden-Hachberg de 1289 até à sua morte. Foi também senhor de Kenzingen.

## Biografia
Henrique era o filho mais velho de Henrique II de Baden-Hachberg e de Ana de Üsingen-Ketzingen. Após a morte do pai, Henrique II sucedeu-lhe na Marca de Baden-Hachberg, reinando primeiro conjuntamente com o seu irmão mais novo Rodolfo e, depois, sózinho. Em 1297, eles confirmaram a doação da cidade de Heitersheim à Ordem do Hospital, prometida pelo pai.
Em 1306 os estados foram divididos entre os dois irmãos: Henrique recebe a fortaleza e os territórios do Baixo-Brisgau conservando o título de Marquês de Baden-Hachberg; e Rodolfo recebe o castelo de Sausenburg e os territórios do Alto-Brisgau tomando o novo título de marquês de Hachberg-Sausenbourg. 

## Casamento e descendência
Henrique casou com Inês de Hohenberg († 14 de abril de 1310), de quem teve três filhos:
- Henrique IV (Heinrich), que sucede ao pai em 1330;
- Rodolfo (Rudolf), que se tornaria comendador da Ordem dos Hospitalários;
- Hermano (Hermann), que viria a ser mestre da Ordem Teutónica.